# Glenoleon radialis
Glenoleon radialis is een insect uit de familie van de mierenleeuwen (Myrmeleontidae), die tot de orde netvleugeligen (Neuroptera) behoort. 
Glenoleon radialis is voor het eerst wetenschappelijk beschreven door Banks in 1913.